# Enzo Correggioli
Enzo Correggioli (Rovigo, 27 febbraio 1922 – Rovigo, 13 gennaio 2011) è stato un pugile e allenatore di pugilato italiano, una delle figure più rappresentative del pugilato del capoluogo polesano, Campione italiano dei pesi piuma (1946-1949).

## Carriera

### Dilettantismo
Inizia giovanissimo a praticare il pugilato entrando negli anni trenta nella palestra che il maestro ferrarese Nando Strozzi aveva aperto a Rovigo, in Viale Trieste.
Inizia la carriera come dilettante il 19 marzo 1939 quando, non ancora diciassettenne, durante l'incontro con Mario Cogo di Belluno ottiene una vittoria ai punti. Durante gli anni successivi disputa numerosi incontri anche dopo l'inizio della seconda guerra mondiale e che continuerà a sostenere fino al suo termine. L'ultimo match come dilettante lo vide protagonista sul ring di Bondeno, in provincia di Ferrara, dove il 30 giugno 1945 incontrò il britannico Gamble battendolo ai punti.
Alla fine il suo ruolino come dilettante recita 111 incontri dei quali 90 vittorie, 11 pareggi e solo dieci sconfitte.

### Professionismo
Esordisce come professionista dopo la fine del conflitto - più esattamente il 15 settembre 1945 - nella sua città con una sorprendente vittoria ai punti contro il campione italiano dei Pesi gallo e d'Europa dei Pesi piuma Gino Bondavalli in un incontro senza titolo in palio. Questo squillante successo gli consente di combattere per il titolo italiano dei piuma che lo stesso Bondavalli aveva lasciato vacante. L'incontro si fa a Ferrara, che sarà la città pugilistica d'adozione del rodigino, il 26 dicembre 1946 tra Correggioli e Dino Pasotti. Correggioli vince ai punti conquistando la cintura tricolore.
Dopo questo incontro Correggioli consegue a Barcellona forse il successo più significativo della sua carriera professionistica contro il campione spagnolo dei piuma e dei gallo nonché futuro campione d'Europa dei gallo, il catalano Luis Perez Romero. Romero, che affronterà in seguito Vic Toweel nel vano tentativo di conquistare la corona mondiale dei gallo, in precedenza aveva battuto l'altro rodigino allievo di Strozzi: il campione italiano e futuro campione d'Europa delle 118 libbre Guido Ferracin.
Forte di questo successo e archiviata una sconfitta per KOT a Manchester contro il futuro campione dell'Impero britannico e d'Europa Ronnie Clayton, Correggioli difende la corona nazionale contro Bondavalli di nuovo a Ferrara. Anche nella rivincita il rodigino si impone, stavolta prima del limite, il 15 dicembre 1947.
Successivamente continua a confrontarsi lontano da casa contro i più forti pugili d'Europa nella categoria con il limite delle 126 libbre: lo scozzese Jim Kenny, che batte a domicilio, l'australiano naturalizzato austriaco Sigi Tennenbaum, contro il quale perde ai punti a Ginevra e il picchiatore capitolino Alvaro Cerasani, dal quale viene superato ai punti sul ring di Roma.
Difende poi vittoriosamente il titolo a L'Aquila contro l'idolo locale Alfredo Vivio ma lo perde contro Alvaro Cerasani, di nuovo a Roma, il 26 maggio 1949. L'essere costretto a combattere, per avere borse più cospicue, sempre lontano da casa, penalizza Correggioli che torna a Ferrara o Rovigo solamente per match meno rilevanti.
Combatte a La Spezia, pur perdendo contro Bruno Visintin e quindi allo Stadio di Bari contro il campione austriaco Franz Kochmanowitsch in una riunione in cui combatte vittoriosamente anche un altro allievo di Strozzi: Uber Bacilieri. Ormai privo di stimoli dopo l'incontro perso contro il trevigiano Mario Casellato a Forlì l'11 agosto 1953, Correggioli si ritira dal quadrato.

### Istruttore
Correggioli resta ancora per decenni nel mondo della boxe in qualità di istruttore. Nella sua palestra a Rovigo si allenano e formano decine di pugili. Tra questi il mediomassimo Alberto Castellacci.